# سال نو اسلامی
سال نو هجری قمری که به عنوان سال نو اسلامی (عربی: رأس السنة الهجریة) نیز شناخته می‌شود، نخستین روز یا آغاز سال در گاه‌شماری هجری قمری می‌باشد. نخستین روز ماه محرم، به عنوان نخستین روز سال محاسبه می‌گردد.
مبدأ این گاه‌شماری، هجرت پیامبر اسلام، محمد، سال ۶۲۲ میلادی از مکه به مدینه می‌باشد. آغاز هجرت پیامبر اسلام از مکه روز دوشنبه (۱ ربیع‌الاول/ ۲۴ شهریور سال ۱ هجری) برابر با ۱۳ سپتامبر ۶۲۲ میلادی قدیم (ژولیانی) و ۱۶ سپتامبر ۶۲۲ میلادی جدید (گرگوری) و ورود پیامبر به مدینه روز ۸ ربیع‌الاول همان سال می‌باشد. تمام وظایف دینی مسلمانان از جمله نماز، روزه گرفتن در ماه رمضان، حج و تاریخ رویدادهای مهم مانند شب‌های قدر و مراسم‌های دیگر با توجه به تقویم قمری محاسبه می‌شود.

## تطبیق با دیگر گاه‌شماری‌ها
سال قمری ۱۰ یا ۱۱ روز کوتاه‌تر از سال‌های در تقویم‌های خورشیدی یا میلادی است. به همین دلیل آغاز سال نو اسلامی، نسبت به گاه‌شماری‌های دیگر، هر سال متفاوت می‌باشد. (میانگین سال قمری قراردادی ۳۵۴٫۳۶۶۶۶ روز و میانگین سال هجری خورشیدی حسابی ۳۶۵٫۲۴۲۱۹ روز بوده و به‌طور دقیق‌تر سال قمری ۱۰٫۸۷۵۵۳ روز از سال خورشیدی کوتاه‌تر است)
| آغاز سال قمری | تاریخ خورشیدی | تاریخ میلادی  |
| ------------- | ------------- | ------------- |
| ۱۴۴۵ قمری     | ۲۸ تیر ۱۴۰۲   | ۱۹ ژوئیه ۲۰۲۳ |
| ۱۴۴۶ قمری     | ۱۸ تیر ۱۴۰۳   | ۸ ژوئیه ۲۰۲۴  |
| ۱۴۴۷ قمری     | ۶ تیر ۱۴۰۴    | ۲۷ ژوئن ۲۰۲۵  |
| ۱۴۴۸ قمری     | ۲۷ خرداد ۱۴۰۵ | ۱۷ ژوئن ۲۰۲۶  |
| ۱۴۴۹ قمری     | ۱۶ خرداد ۱۴۰۶ | ۶ ژوئن ۲۰۲۷   |
| ۱۴۵۰ قمری     | ۵ خرداد ۱۴۰۷  | ۲۵ مه ۲۰۲۸    |